# Munkar und Nakīr

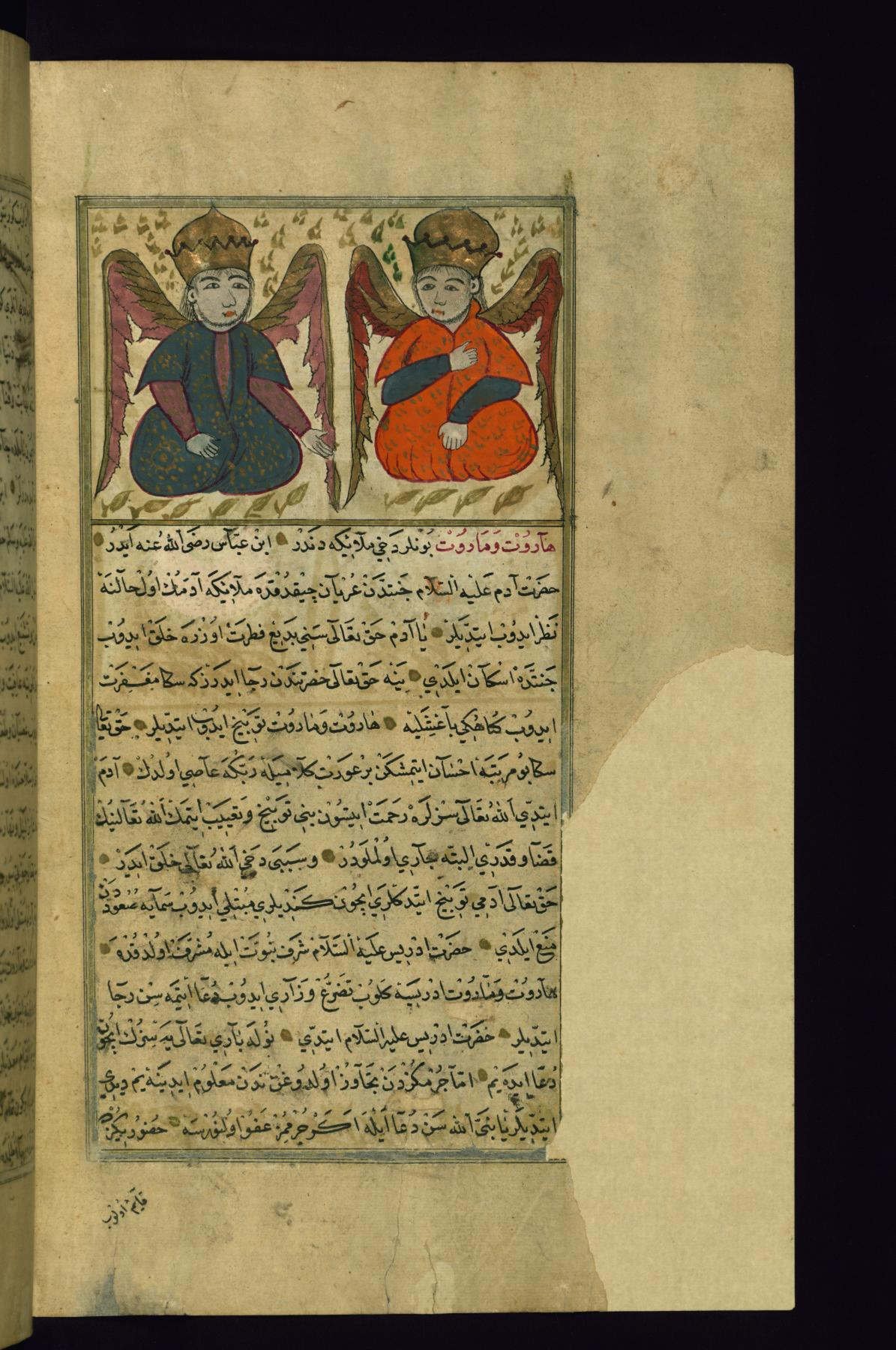
Die Engel Munkar und Nakir beim Überlegen, was mit den toten Leuten passieren soll; gezeichnet von al-Qazwīnī: Muhammad ibn Muhammad Schakir Ruzma-'i Nathani (heute im Walters-Kunstmuseum)

Munkar und Nakīr (arabisch منكر و نكير, DMG Munkar wa Nakīr) sind laut islamischer Überlieferung zwei Todesengel. Ihre Namen werden im Koran nicht erwähnt und bedeuten „das Negative“ und „das Verwerfliche“. Ihre Aufgabe ist es, im Grab, in der Todeszwischenphase Barzach, die Toten nach Gott, dem Propheten, der wahren Religion und der Gebetsrichtung zu befragen. Überführte Ungläubige werden von ihnen auf Gesicht und Rücken geschlagen (Sure 47:27 und Sure 8:50) und bei bestandener Prüfung entweder ihrem Wohlstand, oder bei nicht bestandener Prüfung ihrer Pein und Strafe überantwortet. At-Tirmidhī beschreibt sie nach einer Überlieferung von Abū Huraira als schwarze Engel mit blauen Augen.

## Die Befragung durch Munkar und Nakīr
Der islamischen Überlieferung nach muss jeder Mensch die Zeit im Grab und die Befragung durch Munkar und Nakir nach seinem Tod erleben. Hierbei unterscheidet man zwischen den Erlebnissen eines gläubigen und frommen Menschen, und denen eines Ungläubigen bzw. eines schlechten Gläubigen, dessen Sünden von Allah nicht vergeben wurden.
Nach der Überlieferung von al-Bara' ibn ʿAzib sagte der Prophet Mohammed über die Situation eines rechtschaffenen Gläubigen:

„Zwei finstere Engel werden zu ihm kommen und werden ihn aufrecht hinsetzen. Sie werden ihn fragen: ‚Wer ist dein Herr?‘ Er wird antworten: ‚Mein Herr ist Allah.‘ Sie werden ihn fragen: ‚Was ist deine Religion?‘ Er wird antworten: ‚Meine Religion ist der Islam.‘ Sie werden sagen: ‚Wer ist dieser Mann, der zu euch gesandt wurde?‘ Er wird sagen: ‚Er ist der Gesandte Allahs - sallallahu aleyhi ua sallam.‘ Sie werden fragen: ‚Was sind deine Taten?‘ Er wird sagen: ‚Ich pflegte das Buch Allahs zu lesen (zu rezitieren) und ich glaubte daran.‘ [...] Und dies ist die letzte der Prüfungen, die den Gläubigen heimsuchen werden, wie Allah, möge Er lobgepriesen und verherrlicht sein, sagt: ‚Allah stärkt die Gläubigen mit dem fest gegründeten Wort, in diesem Leben wie im künftigen; und Allah lässt die Frevler irregehen; und Allah tut, was er will.‘“

„So wird er sagen: ‚Allah ist mein Herr und meine Religion ist der Islam und mein Prophet ist der Prophet Mohammed - sallallahu aleyhi ua sallam.‘ So wird eine Stimme aus dem Himmel ertönen (und Allah wird sagen): ‚Mein Diener hat die Wahrheit gesprochen, so stattet ihn vom Paradies aus und kleidet ihn vom Paradies und öffnet für ihn ein Tor zum Paradies.‘“

Nun folgt als Kontrast die Beschreibung der Situation für den Ungläubigen (Kafir):

„Zwei finstere Engel werden zu ihm kommen und werden ihn aufrecht hinsetzen. Sie werden ihn fragen: ‚Wer ist dein Herr?‘ Er wird sagen: ‚Hah-Hah (was auf Schmerz oder Gelächter hinweist). Ich weiß nicht!‘ Sie werden fragen: ‚Welche ist deine Religion?‘ Er wird sagen: ‚Hah-Hah, ich weiß es nicht!‘ Sie werden fragen: ‚Was sagst du über diesen Mann, der zu euch geschickt wurde?‘ Er wird noch nicht einmal seinen Namen wissen, aber ihm wird dann gesagt ‚Mohammed‘ und er wird sagen: ‚Hah-Hah, ich weiß es nicht! Ich hörte die Leute dies und jenes sagen.‘ Es wird gesagt: ‚Du sollst es niemals wissen.‘
Dann wird eine Stimme aus dem Himmel rufen: ‚Er hat gelogen, also stattet sein Grab mit der Hölle aus. Und öffnet für ihn ein Tor der Hölle.‘“

## Der Talqīn
Damit der Verstorbene auf die Befragung durch Munkar und Nakīr gut vorbereitet ist und die richtigen Antworten gibt, wird er nach der Grablegung noch einmal von einem Religionsgelehrten in den wichtigsten Glaubensfragen instruiert. Diese Zeremonie wird talqīn („Instruktion“) genannt.

## Bedeutung des Grabes im Islam
Das Grab ist ein wesentlicher Bestandteil der islamischen Eschatologie. Der Koran erwähnt die Engel Munkar und Nakir nicht und beschreibt die Zeit zwischen dem Tod und der Auferstehung am jüngsten Gericht nur knapp. Die meisten Vorstellungen über das Grab entstammen den Hadithen und der Interpretation. Synonym zum Grab wird auch das Wort Barzach verwendet und als ein Ort verstanden, in dem die Toten bis zum Tag der Auferstehung weilen. Im Grab treten die Seelen bereits in das Jenseits ein und erleben den Genuss des Paradieses oder die Qualen der Hölle. Die Schreie der Leidenden würden von allen Wesen, außer den Menschen und den Dschinnen gehört werden können. Aus dieser Vorstellung, dass Gräber einen Übergang zwischen den Lebenden und den Toten bildet, ergab sich die Praxis Gräber von Heiligen und Propheten zu besuchen, um deren Segen zu erhalten (Ziyāra).
Wenn der Verstorbene in das Grab eintritt, wird ihm das Jenseits sichtbar und die Engel Munkar und Nakir treten hervor. Je nachdem ob es sich bei dem Verstorbenen um einen Gläubigen oder einen Ungläubigen handelt, wird dieser deren Fragen beantworten können. Besteht der Verstorbene die Prüfung, tragen ihn die Engel in den Himmel, sonst wird er von den Zabaniyya in die Hölle gestoßen. Diese Befragung wird auch als „kleines Gericht“ bezeichnet. Nur Märtyrer überspringen die Befragung der beiden Engel und treten direkt in das Paradies ein.
Auch gläubige Menschen müssen zur Befreiung von ihren Sünden mit dieser Bestrafung rechnen – allerdings nicht, wenn die Sünden von Allah vergeben wurden. In diesem Zusammenhang sagte der Prophet Mohammed:

„Die Seele eines Gläubigen ist an seine Schuld gebunden, bis sie abbezahlt wurde.“

In diesem Zusammenhang ein weiterer wichtiger Hadith (Überlieferung) von Ibn Umar:

„Der Gesandte Allahs sagte: ‚Wenn jemand von euch gestorben ist, wird ihm sein (zukünftiger) Platz am Morgen und Abend gezeigt. Wenn er zu den Leuten des Paradieses gehört, dann ist er von ihnen, und wenn er zu den Leuten der Hölle gehört, dann ist er von ihnen. Ihm wird gesagt: Dies ist dein Platz, bis dich Allah am Tage der Auferstehung erweckt.‘“

Nach Al-Ghazālī gibt es die Vorstellung, dass, bevor die Todesengel eintreffen, Iblis seine Satane zum Verstorbenen schickt, um ein letztens mal zu versuchen, ihn vom Glauben abzubringen. Dabei verkleiden sie sich als Seelen aus dem Jenseits und behaupten, es würde dort eine andere Religion als den Islam geben. Wenn der Verstorbene durchhält, werden die Teufelsgeister von dem Erzengel Gabriel und den Engeln der Barmherzigkeit vertrieben.

## Sünden, für die man im Grab gepeinigt wird
Dieser Bereich des Artikels behandelt einige Vorstellungen von Sünden, die zu einer Bestrafung im Grab führen können und die in Überlieferungen des Propheten Mohammed genannt werden.
Wie oben schon erwähnt, werden die Sünden eines Ungläubigen, der zu Lebzeiten nicht Muslim gewesen ist und die Existenz Allahs leugnete bzw. ihm „andere Götter zur Seite stellte“, nicht vergeben. Nach dem islamischen Glauben wird jede Form des Unglaubens sowohl im Grab, als auch in Dschahannam bis in die Ewigkeit bestraft. Ein weiterer Grund für die Peinigung im Grab kann die nachlässige Pflege nach dem Urinieren sein, welche vom Propheten Mohammed als häufigster Grund für eine Bestrafung im Grab angegeben wird. In einer Überlieferung des Propheten Mohammed heißt es dazu:

„Die häufigste Bestrafung im Grab ist aufgrund des Urinierens (ohne Säuberung).“

Der Muslim muss nach dem Urinieren und nach jeglicher Form des Stuhlganges sicherstellen, dass der Urinfluss abgebrochen ist, und anschließend sein Gesäß und seine Genitalien waschen. Diese Form der Reinigung bezeichnet man als „Tahara“.
Des Weiteren ist das Nehmen von Zinsen ein schwerwiegendes Vergehen im Islam. Die Übertretung des Zinsverbots kann auch zur Peinigung im Grab führen. Im Koran heißt es dazu:

„Die Zinsen verschlingen, stehen nicht anders auf, als einer aufsteht, den Satan mit Wahnsinn geschlagen hat. Dies, weil sie sagen: "Handel ist gleich Zinsnehmen", während Allah doch Handel erlaubt und Zinsnehmen untersagt hat. Wer also eine Ermahnung von seinem Herrn bekommt und dann verzichtet, dem soll das Vergangene bleiben, und seine Sache ist bei Allah. Die aber rückfällig werden, die sind des Feuers Bewohner, darin müssen sie bleiben.“

In einem Auszug der Überlieferung von Samura ibn Dschundub, in welchem ein Mann dem Propheten Mohammed seinen Traum erzählt, heißt es:

„[…] Dann gingen wir weiter und kamen an einem Fluss an - ich glaube, er sagte: ‚Rot wie Blut' - und in diesem Fluss war eine schwimmender Mann. Und ein anderer Mann, der viele Steine gesammelt hatte, war auf einem Damm. Der schwimmende Mann kam zum Mann, welcher die vielen Steine gesammelt hatte, und öffnete seinen Mund. Und der Mann auf dem Damm legte einen Stein in seinen Mund. Der Mann im Fluss schwamm davon und kam (nach einer Weile) wieder, und jedes Mal, wenn er zurückkam, öffnete er seinen Mund, und ein Stein wurde in seinen Mund gelegt. Ich fragte (meine beiden Begleiter): ‚Wer sind diese beiden?' Und sie antworteten mir: ‚Gehe weiter, gehe weiter!' […] Und der Mann, den du im Fluss schwimmen gesehen hast und dem die Steine in den Mund geworfen wurden, pflegte Zinsen zu verzehren.“

Auch alle anderen Sünden können zur Peinigung im Grab führen. Zusammenfassend steht den Guten und Gläubigen eine entsprechend gute Zeit und den Schlechten und Ungläubigen eine schlechte Zeit im Grab und im Jenseits bevor. Ein schlechter, aber gläubiger Mensch, wird der islamischen Lehre nach auch gepeinigt, wenn seine Sünden nicht vergeben werden, bis seine Schuld beglichen ist.